# Plaquette à coupe
La Plaquette à coupe, appelée « makta » chez les ottomans, est un support plat, de 10 à 15 cm de longueur, de 2 à 3 cm de largeur, et de 2 à 3 mm d'épaisseur, en bois, en os, en ivoire, en écaille de tortue ou en nacre qui sert à la taille du bec du calame.
Le calame est posé sur la plaquette à coupe avec son extrémité évidée tournée vers le haut. Le biseau de l'extrémité du bec est taillé d'une coupe nette qui fait entendre un petit bruit sec de la lame sur la plaquette à coupe.
Le matériau doit être souple pour ne pas altérer le tranchant des couteaux à tailler les calames.

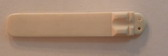
Plaquette à coupe - Makta